# Hall Green
Hall Green – dzielnica miasta Birmingham, w Anglii, w West Midlands, w dystrykcie Birmingham. Leży 7,6 km od centrum miasta Birmingham i 157,5 km od Londynu. W 2011 roku dzielnica liczyła 26 429 mieszkańców.